# Parlamentní volby na Ukrajině 2014

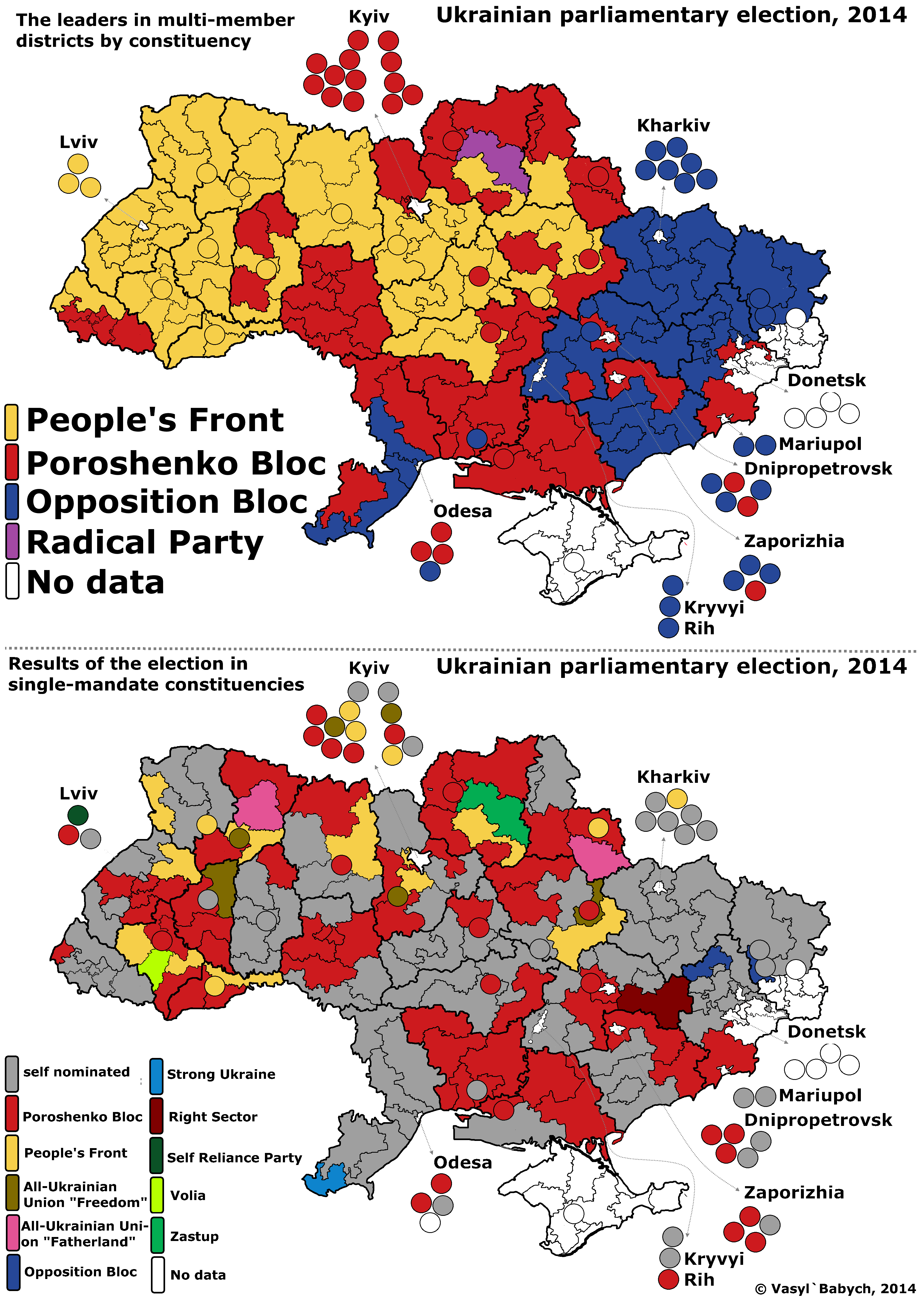
Mapa vítězů voleb, nahoře část volená poměrným volebním systémem, dole jednomandátové obvody

Parlamentní volby na Ukrajině v roce 2014 se konaly 26. října 2014 a volil se v nich volit celý jednokomorový parlament Ukrajiny. O datu konání voleb rozhodl prezident Petro Porošenko 25. srpna 2014, kdy rozpustil parlament, neboť uplynul měsíc od rozpadu vládní koalice Arsenije Jaceňuka aniž by byla sestavena nová vláda. Jednalo se tedy o volby předčasné, neboť parlament zvolený v roce 2012 měl pětiletý mandát a řádné volby se měly konat až v roce 2017.
Ve volbách zvítězila strana Blok Petra Porošenka, která získala 132 z 423 mandátů. Druhý nejvyšší počet mandátů (96) získali nezávislí kandidáti v jednomandátových obvodech. Třetí v pořadí, Lidová fronta, získala nejvíce hlasů (a mandátů) v části obsazované na základě poměrného volebního systému, v jednomandátových obvodech byla méně úspěšná. Celkem ve většinové části voleb získala mandáty šest stran, v rámci jednomandátových obvodů dalších pět.

## Volební systém
Oprávněn byl hlasovat každý občan Ukrajiny starší 18 let, přičemž se volilo smíšeným systémem: 225 mandátů bylo rozděleno poměrným volebním systémem s jediným volebním obvodem (a 5% uzavírací klauzulí) a 225 (resp. 198, viz níže) mandátů většinově systémem relativní většiny.

## Omezení
Volby neprobíhaly na celém území Ukrajiny, protože Krym je anektován Ruskem a na východě Ukrajiny probíhá válka s ozbrojenými separatisty, kteří části občanů znemožnili hlasovat již ve květnových prezidentských volbách. Podle odhadu organizace OPORA nemohlo volit z 36 milionů oprávněných voličů až 5 milionů oprávněných voličů a to z Krymu (1,8 milionu), Doněcké oblasti (1,6 milionu) a Luhanské oblasti (1,2 milionu). Volební komise nebude distribuovat volební lístky do 27 jednomandátových obvodů v těchto oblastech.

## Výsledky
| Strana                                              | Hlasů pro kandidátní listiny | %     | Mandáty (kandidátní listiny) | Mandáty (jednomandátové obvody) | Mandáty (celkem) | Mandáty (% z celku) |
| Lidová fronta                                       | 3 487 766                    | 22,14 | 64                           | 18                              | 82               | 19,38               |
| Blok Petra Porošenka                                | 3 437 078                    | 21,81 | 63                           | 69                              | 132              | 31,20               |
| Svépomoc                                            | 1 729 131                    | 10,97 | 32                           | 1                               | 33               | 7,80                |
| Opoziční blok                                       | 1 486 195                    | 9,43  | 27                           | 2                               | 29               | 6,85                |
| Radikální strana Oleha Ljaška                       | 1 173 060                    | 7,44  | 22                           | 0                               | 22               | 5,20                |
| Baťkivščyna                                         | 894 757                      | 5,68  | 17                           | 2                               | 19               | 4,49                |
| Svoboda                                             | 741 968                      | 4,71  | 0                            | 6                               | 6                | 1,41                |
| Komunistická strana Ukrajiny                        | 611 901                      | 3,88  | 0                            | 0                               | 0                | 0                   |
| Silná Ukrajina                                      | 491 448                      | 3,11  | 0                            | 1                               | 1                | 0,23                |
| Občanská pozice                                     | 489 493                      | 3,10  | 0                            | 0                               | 0                | 0                   |
| Rýč                                                 | 418 271                      | 2,65  | 0                            | 1                               | 1                | 0,23                |
| Pravý sektor                                        | 284 936                      | 1,80  | 0                            | 1                               | 1                | 0,23                |
| další strany                                        | >1                           | >1    | 0                            | 0                               | 0                | 0                   |
| Vůle                                                | -                            | -     | -                            | 1                               | 1                |                     |
| Nezávislí (v jednomandátových obvodech)             | -                            | -     | -                            | 96                              | 96               | 22,69               |
| Celkem                                              | 15 752 509                   | 100   | 225                          | 198                             | 423              | 100                 |
| Zdroje: (kandidátní listiny, jednomandátové obvody) |                              |       |                              |                                 |                  |                     |

## Kandidující strany
Ve volbách kandidovalo 29 uskupení. Průzkumy veřejného mínění dávaly největší šance na zisk mandátů následujícím uskupením:
- Blok Petra Porošenka (dříve zvaný Solidarita) je favoritem voleb, postavil pro volby do čela kandidátky Vitalije Klička, starostu Kyjeva a jinak vůdce strany UDAR[8], jejíž členové jsou na třetině kandidátky bloku,
- Radikální strana Oleha Ljaška v čele s Olehem Ljaškem, bývalým novinářem a bývalým členem Baťkivščyny, je populistická a proevropská,[2]
- Baťkivščyna Julije Tymošenkové,
- Lidová fronta v čele s končícím premiérem Arsenijem Jaceňukem, za kterou kandiduje i bývalý zastupující prezident Oleksandr Turčynov nebo ministr vnitra Arsen Avakov[9]
- Svépomoc, kterou vede lvovský starosta Andrij Sadovyj, je křesťanský zaměřená,
- Silná Ukrajina v čele s podnikatelem Serhijem Thipkem, konzervativní strana se v roce 2014 oddělila od Strany regionů,
- Občanská pozice Anatolije Hricenka, bývalého člena uskupení Naše Ukrajina,
- Komunistická strana Ukrajiny
- Opoziční blok Jurije Bojka, který se vymezuje proti odkazu Euromajdanu, na jeho kandidátce kandiduje mnoho členů Strany regionů.[2]

Dříve úspěšná Strana regionů oznámila ústy svého tajemníka Borise Kolesnykova, že bude volby bojkotovat a její členové budou kandidovat v rámci obvodů s většinovým hlasováním, někteří na kandidátce Opozičního bloku.